# ピオネール

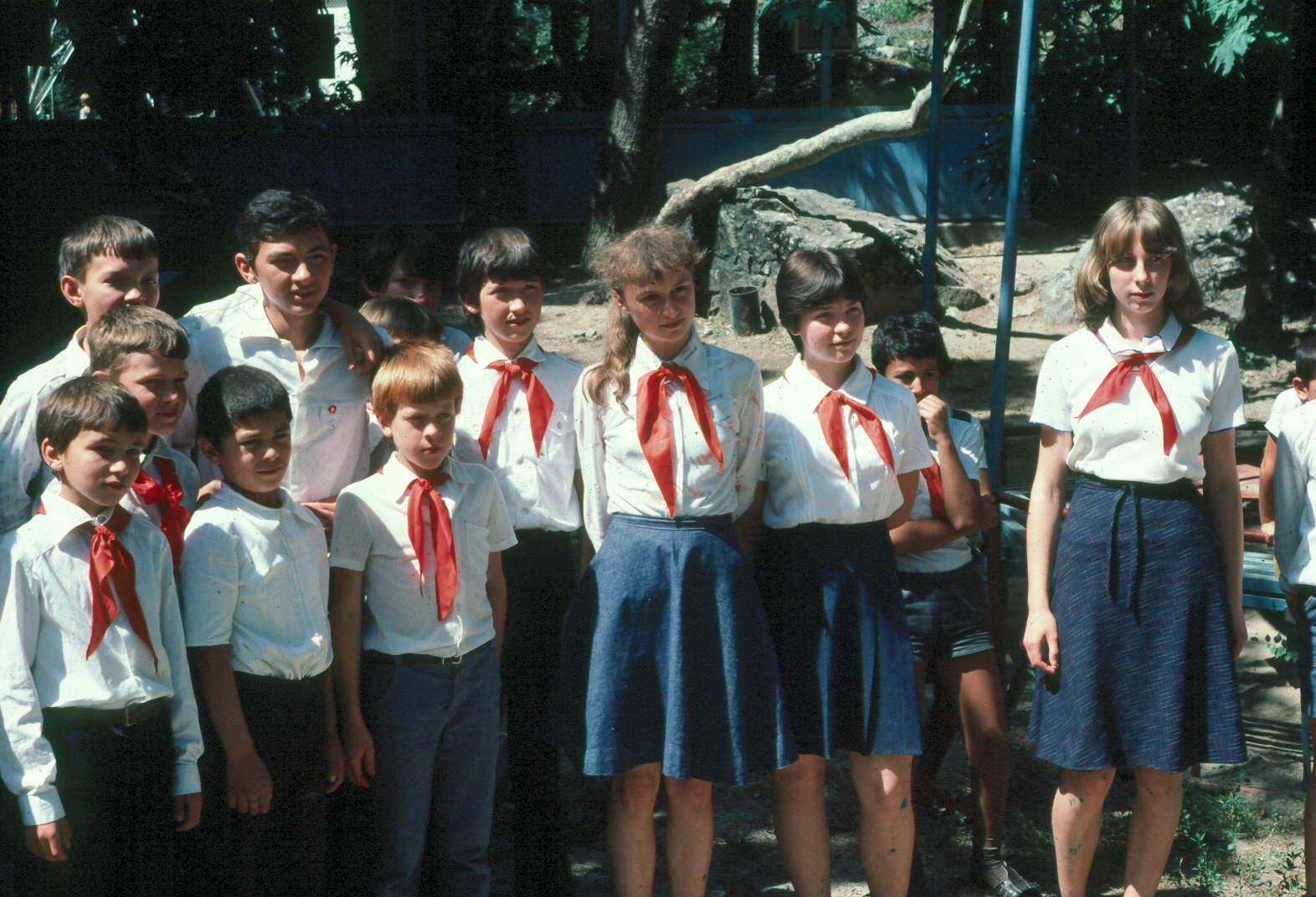
ピオネール団員

ピオネール (пионе́р) は、ソ連・共産圏の少年団のこと。共産主義少年団。およそ10歳から15歳を対象とした。上位組織としてはピオネール修了者より更に厳正選抜され入団が認められていたコムソモール（青年団）、下位組織として対象年齢に達した全児童が無条件に強制入団させられたオクチャブリャータ（露:октябрята)がある。ピオネールは、基本的にコムソモールの指導下に置かれていた。
スターリンが主導したクラーク撲滅運動やウクライナなどへの人為的な大飢饉（ホロドモール）においては、共産主義青年団とともに尖兵として活動し、多数の人々を逮捕し、強制収容所に送った。

## 組織
ロバート・ベーデン＝パウエル卿による創成期のボーイスカウト運動が旧ソ連に伝わった後、国策・党策に合わせてその方針、形態が変化したもの。ピオネールとは「開拓者」の意味（英単語ではパイオニアが該当）。
およそ10歳から15歳を対象とし、入団式にはピオネール宮殿においてレーニン像の前で宣誓文を読む儀礼があった。団の編成は学校単位になっている。
スローガンはボーイスカウト（Be prepared、備えよ常に）を真似てВсегда готов!（フシグダー・ガトーフ。“（何時でも）全ての準備よし！”）である。偶然だがアメリカ沿岸警備隊の「常に備えあり」と同じだったりする。

レーニンと“何時でも準備よし！”が彫られたメンバーのピン

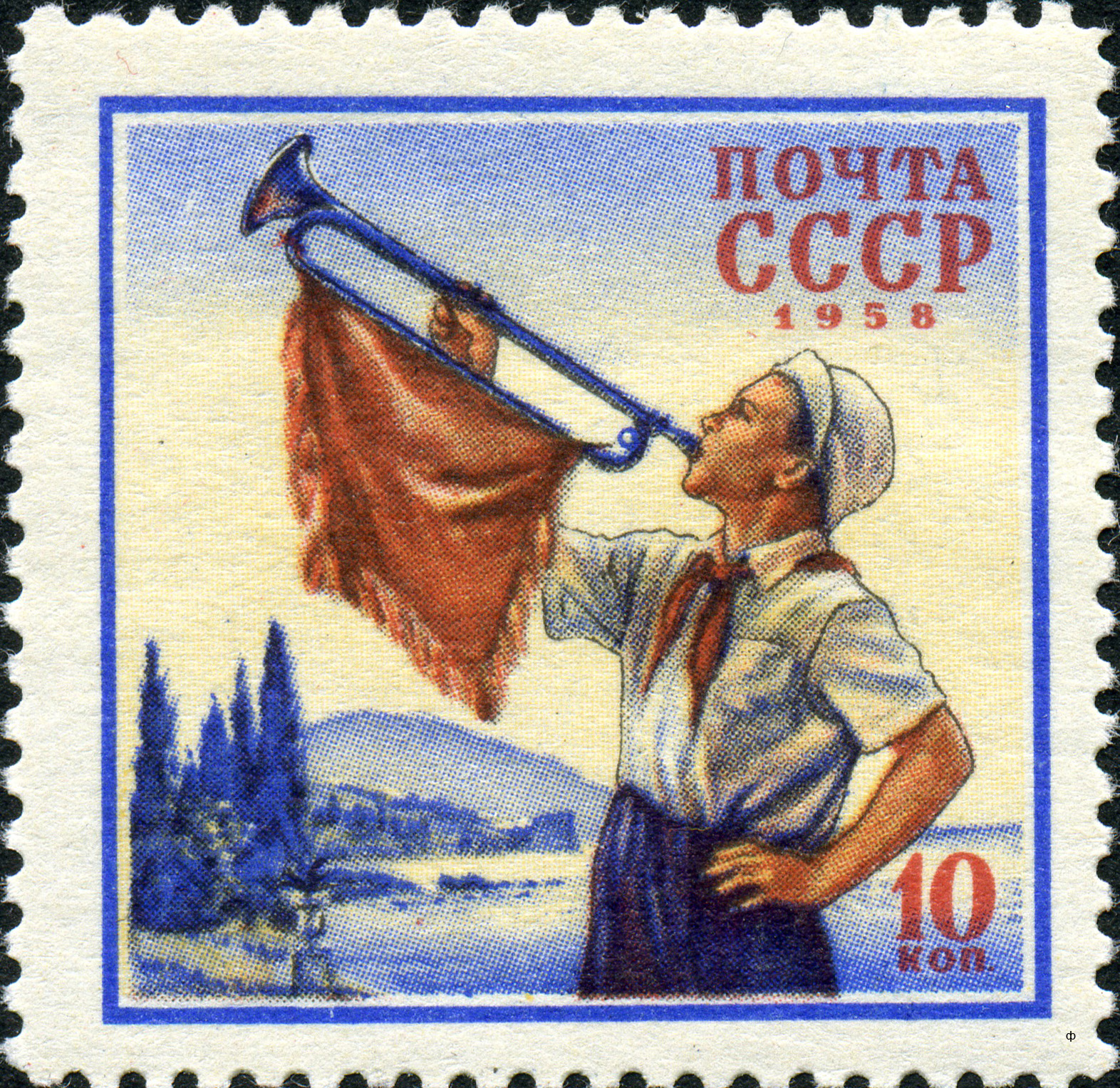
ラッパを吹くピオネール団員を描いたソ連切手（1958年）

ピオネールのシンボルマークは、レーニンの横顔とピオネールのスローガンが描かれた赤い星と焚火の炎を組み合わせたものの他、そのマークの入った旗を下げたホルンと赤い星のあしらわれた焚き火のマークも存在する。ホルンを吹く少年少女もシンボリックに取り扱われ、ソ連国内にあったピオネール宮殿前にはその銅像が建てられていた。
団員のシンボルは赤いネッカチーフ。

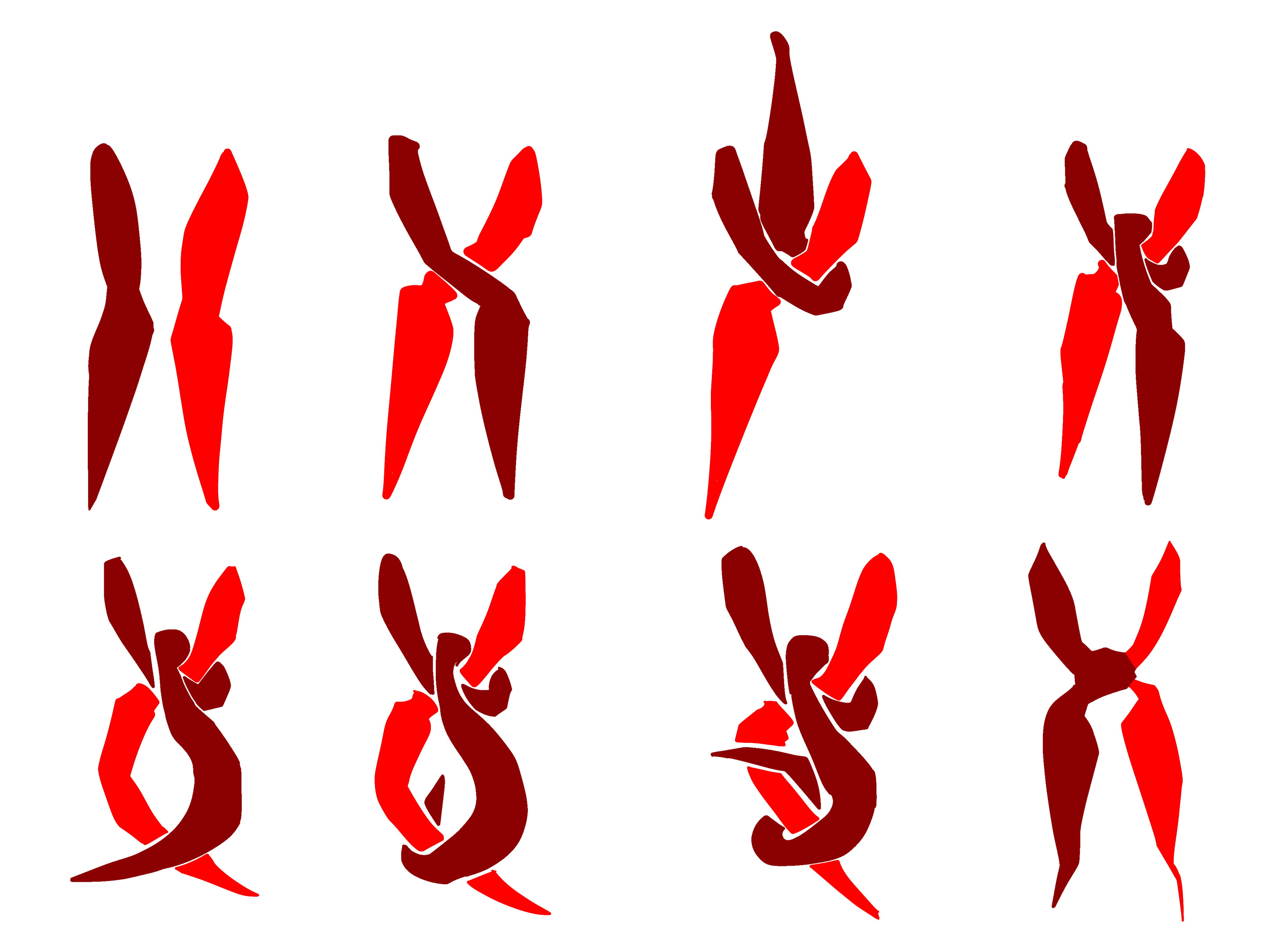
ネッカチーフの結び方

ウクライナ・ソビエト社会主義共和国においては男女二人組になり銃を持ち「大祖国戦争（独ソ戦）無名兵士の碑」の衛兵としての任務を果たした。
旧ソ連の教員養成制度では、教育実習は1年間となっており、うち9ヶ月は学校における実習、3ヶ月はピオネールにおける実習に充てられた。
また、夏季休暇期間にはラーゲリと呼ばれるキャンプがあり、キャンプファイヤー（露:Костёр、カスチョール）が恒例であった。

### 入団条件
建前上、参加は自由意志とされていたが、ソ連の場合は後述の通り段階を踏んだ上で入団希望者を少しずつ受け入れ、最終的に所属できるのは全児童の二割程であった。3年生になると入団が認められるが、最初に入団できるのは「優秀な」子どもたちのみとされる。数週間後に「次に『行いの良い』」子どもたちの入団が認められ、「出来が悪い」とされた子どもたちでも入団選抜の対象とされるのは4年生以降とされていた。自由意志による入団を原則としながらも、共産党の意を汲んだ学校教員による優等生への勧誘に対し、当該児童に入団意思が無い場合であっても（児童の家族共々）疑念の目が向けられる事となった為、結局は児童自身が忖度して入団する流れが一般的であった（1980年時点で約2000万人）。
ピオネールは、プロレタリアート出身で、健康、学力優秀、品行方正な青少年の中から選抜される、言わば共産主義社会における将来の幹部候補としてのエリート的な存在であった。教育心理学者ザルキンドは、ピオネールの目的を「ブルジョワ階級の有害なイデオロギーから完全に解放された革命的共産主義戦士」の育成にあると述べた。
また、富農（クラーク）出身の児童は加入できなかった。加入後でも教会にいることが露見した場合は、除名となり、ある少女は教会に行っていたことが露見した後、学校で全校生徒の前に立たされ、他の児童たちから「教会に行くことは学校の恥だ」「赤いスカーフをつける資格はない」と罵倒され、泥を投げつけられた。

## クラーク撲滅運動
スターリンが主導したソビエト連邦における農業集団化にともなうクラーク撲滅運動においては尖兵として活動した。
大飢饉（ホロドモール）が襲うなか、ピオネールは、二、三個のとうもろこしを拾った農村の女性を逮捕して極北の強制収容所に収容した。ピオネールは、こうした穀物を「盗む」農民を逮捕するたびに表彰された。
クゥバーニ川のウスト・ラビンスクのコルホーズでは、ピオネールの分遣隊「コルホーズ農民の道少年団」が、盗みの疑いのある住民リストを作成し、「これらの住民は確かに盗みをしており、なぜなら彼らはクラークであるからだ」と報告書で報告した。
ポーストィシェフは、畑での監視にはこうした児童が50万人動員され、1万人の児童が、盗人のクラーク(富農）と戦っていると報告した。
パブリク・モローゾフ(1918-32)は、ゲラシーモフカ村の村ソヴィエト議長の父をクラークとして告発し、父親は労働収容所に送られた。パブリクは叔父たちに殺害されたが、死後英雄として表彰された。
1934年には親が穀物を隠し持っていることを共産党に通報した「ピオネール」が続々と表彰された。

## 東側諸国
また、ソ連の衛星国であったいわゆる「東側」の共産主義国などでも同様の団体が組織された。東欧諸国では、ボーイスカウトやガールスカウト組織も伝統を有していたため、社会主義体制移行後にピオネールが設立された際、特にカトリック教会が影響力をもつポーランドなどでは、キリスト教会などのスカウト組織もピオネールの枠組みのなかで存続した事例もあった。1989年の民主化の後、旧東欧諸国ではピオネールの名称は消滅し、ボーイスカウトやガールスカウトに改組されるなどした。

## 関連作品
- ヴィーチャと学校友だち （ニコライ・ノーソフ作、福井研介訳、岩波書店：ISBN 4001120348）
- みどりの仮面 （ホルゲル・プック作、島原落穂訳、岩波書店：ISBN 4001106655）
団員の一人が暴力などの非行を繰り返し、別の団員からの発議に基づく団総会決定で除名されるシーンがある。
- チムール少年隊 （アルカーディ・ガイダール作、直野敦訳、岩波書店）
著者のА.ガイダールは、ソビエト連邦の崩壊直後のエリツィン政権下で首相代行等を歴任したイェゴール・ガイダールの祖父である。

上記はすべてピオネールの登場する書籍である（旧ソ連の児童文学が多い）。
- 合唱曲「ピオネールは木を植える」
- ピオネール宮殿

## 関連映像作品
- ぼくと彼女のために（ブルガリア語版）
- 僕を愛したふたつの国/ヨーロッパ ヨーロッパ
- グッバイ、レーニン!
- ピオネールに入りたい（チェブラーシカ第二話）

## 研究文献
ピオネールを含む少年団の研究として、以下が挙げられる。
- 「少年団運動の成立と展開-英国ボーイスカウトから学校少年団まで」（田中治彦、九州大学出版会、1999年）
- 「少年団の歴史-戦前のボーイスカウト・学校少年団」（上平泰博、中島純、田中治彦、萌文社、1996年）